# Micky y Los Tonys
Micky y los Tonys fueron un grupo español de rock fundado en Madrid en 1960. Tras varios cambios en sus componentes, a partir de 1962-63 quedó configurada la que suele ser conocida como su formación clásica: Miguel Ángel Carreño Micky (voz), Tony de Corral (guitarra solista), Fernando Argenta (guitarra de ritmo), Juan María Fuster (bajo) y Enrique Modolell (batería).

## Biografía

### Primera etapa: elrock and rolltradicional y el yeyé (1960-1964)
Los componentes del grupo se conocieron en 1960 en el Club Santiago Apóstol e hicieron su debut el 12 de octubre de ese mismo año. En 1962, participan en el primer festival que se realiza en el Teatro-circo Price, compartiendo cartel con Los Pekenikes, Los Estudiantes y Dick y Los Relámpagos. De hecho, llegarían a convertirse en una de las bandas más reclamadas durante las míticas Matinales celebradas en ese local entre 1962 y 1963. Aunque al principio tan sólo se llamaban los Tonys, Micky pronto iba a convertirse en el líder del grupo. De hecho, el vocalista muy pronto fue conocido como el "hombre de goma" por sus gestos y movimientos.
En los primeros años, su influencia básica era el rock and roll original, llegado de Estados Unidos e interpretado por artistas como Elvis Presley, Little Richard, Chuck Berry, Gene Vincent o Eddie Cochran. A partir de 1962 comenzaron a integrar en su sonido nuevas corrientes y estilos, como el rock instrumental de The Shadows, la música surf y el yeyé.
En 1963, graban su primer disco, un Ep con la discográfica Zafiro en el que incluyen versiones en castellano de temas de Ray Charles y otros artistas.
A partir de 1964, llega la etapa de mayor éxito y productividad. A pesar de que en éxitos de ese año como "La luna y el Toro", "Zorongo Gitano" o "Guadalajara"  aún se apreciaban influencias de la música instrumental de The Shadows, fueron una de las primeras bandas españolas en adaptarse a las nuevas corrientes llegadas de Reino Unido tras la eclosión de la British Invasion. En concreto, hablamos del beat (algo que puede apreciarse en su temprana versión de un tema de Lennon y McCartney en 1963; y de otro de The Hollies en 1964) y, sobre todo, del rythm and blues.

### Segunda etapa: elbeaty elrythm and blues(1964-1967)
Con la ya aludida llegada de la British Invasion en 1964, el panorama musical español (y mundial) cambió radicalmente. Muchas bandas pioneras de finales de los 50 no supieron adaptarse a las nuevas tendencias y terminaron disolviéndose. Micky y Los Tonys, por el contrario, fueron una de las que mejor supo asumir las nuevas influencias, convirtiéndose en un grupo fundamental para entender el desarrollo de la escena musical española durante la segunda mitad de los 60.
Asimilando las enseñanzas del beat y, sobre todo, del rythm and blues británico más áspero, endurecieron notablemente su imagen y su sonido. Hasta el punto de ser considerados, en ocasiones (y junto a formaciones como Los Shakers, Los Salvajes, Los Cheyenes o Los No), auténticos precursores españoles de lo que luego se llamaría Garage rock.
En 1965, el éxito de Micky y Los Tonys era tan grande que empezaron a llegar ofertas del mundo del cine. Así, aparecieron en la película Megatón Ye-Ye, protagonizada por Micky, dirigida por Jesús Yagüe y producida por Francisco Lara. De la banda sonora de la película (compuesta íntegramente por el grupo) destacan "I'm Over", "Ya No Estás", "Sulfer Soap" o "Pretty Baby".
Ese mismo año, Fernando Argenta tiene que dejar el grupo para cumplir el servicio militar y entra en su lugar Francisco Ruiz, procedente de Los Shakers. 
En 1966, el éxito del grupo continúa con temas sarcásticos, llenos de humor e ironía en sus letras, pero con el sonido de dureza instrumental que les caracteriza en esta segunda etapa. Así, destacan canciones como "Guau: Ladrido del perro cuando ladra", "No comprendemos por qué no somos millonarios", "El problema de mis pelos" y un temas clásico de su carrera como es "No sé nadar". En esos años tuvieron el privilegio de ser los teloneros en Madrid de los británicos The Kinks y The Animals.
En 1967, Micky siguió relacionado con el mundo del cine. Así, protagonizó junto a Massiel y Bruno Lomas la película "Codo con codo" de Víctor Aúz.  Además, empezó a destacar como locutor de radio y disc jockey con su programa de Radio Madrid "Windy Club".

### Etapa final (1967-1969)
A partir de 1967 nuevas estilos vuelven a convulsionar el panorama musical español y mundial. Entre todos ellos, destacaron en España, sobre todo, el Blues rock, el Soul y la Psicodelia. Micky y Los Tonys supieron también adaptarse a los nuevos aires, sobre todo a los sonidos psicodélicos. Buen ejemplo son temas como "No llores más por mí" o "La niña del sol".
En 1968, Micky participa como actor en la película "La vida sigue igual", protagonizada por el entonces emergente Julio Iglesias. En esa cinta ya no le acompañan Los Tonys. Por otro lado, prosigue su carrera como Disc jockey radiofónico en Radio Madrid. Las actuaciones del grupo van siendo cada vez más espaciadas en el tiempo, mientras optan por grabar algunos temas de evidente vocación comercial, alejados de su sonido original. Todo esto, unido a la decisión de Micky de empezar una carrera como solista, conduce a la disolución de la banda. Así, Micky y Los Tonys ponen el punto final a su historia en 1969.
El cantante Micky inició una carrera en solitario con la discográfica RCA. A lo largo de los años 70 obtuvo varios éxitos con temas como "El chico de la armónica" (1971) o "Soy así", (1974), ambas canciones escritas y producidas por Fernando Arbex, ex componente de Los Brincos. Otros éxitos de su carrera en solitario fueron "Bye, Bye Fraeulein" (1975) (que llegó al número uno de ventas en España, y también gozó de relativa popularidad en Alemania y Países Bajos) y "Enséñame a cantar", tema con el que representó a España en el Festival de Eurovisión de 1977; quedando en novena posición.
Micky y Los Tonys volvieron a reunirse en 1981 para grabar un sencillo para Columbia y un LP para Belter en 1982, realizando alguna que otra actuación en directo. Desde entonces han tenido lugar reuniones y conciertos esporádicos.

## Discografía original

### Sencillos y EP
- Ep: "Ya tengo todo / En un pueblito español / Ritmo de la lluvia / Un poco más de su amor" (Zafiro, 1963)
- Ep: "Lup de lup / Un diablo disfrazado / Estás morenísima / No me dejes" (Zafiro, 1963)
- Ep: "¡Hay tantas chicas en el mundo! / Qué ilusión / Bailando el Surfin' / Nunca más" (Zafiro, 1963)
- Ep: "No tengo edad para amarte / Motivo de amor / ¿Qué haces en invierno? / Cómo podría decirte" (Zafiro, 1964)
- Ep: "El vendedor de melones / Verde, verde / La cucaracha / América" (Zafiro, 1964)
- Ep: "Sospecha / Malagueña / Te cambiaré por una mejor que tú / Guadalajara" (Zafiro, 1964)
- Ep: "Zorongo gitano / Cielito lindo / Vuelvo otra vez / Noches de Madrid" (Zafiro, 1964)
- Ep: "La luna y el toro / Ma vie / House of the Rising Sun / Las lagarteranas" (Zafiro, 1964)
- sencillo: "Sha-La / Ya no estás" (Zafiro, 1965)
- Ep: "Pretty Baby / Tú serás muy feliz / Estoy cansado / Un bel amour" (Zafiro-Novola, 1965)
- Ep: "No comprendemos por qué no somos millonarios / Cuarto intento de éxito / Up And Down / Opinión pública" (Zafiro-Novola, 1965)
- sencillo: "No sé nadar / Fuera de mis sentidos" (Zafiro-Novola, 1966)
- sencillo: "La gallina / Guau: ladrido de perro cuando ladra" (Zafiro-Novola, 1966)
- Ep: "No se puede ser vago / Como la primera vez / El problema de mis pelos / Cuando pienso en ti" (Zafiro-Novola, 1966)
- sencillo: "No llores más por mí / Desde un loco con amor" (Zafiro-Novola, 1967)
- sencillo: "La niña del sol / Cotopaxi ba-ba-ba" (Zafiro-Novola, 1967)
- sencillo: "Ana, yo te quiero / Correcto o falso" (Zafiro-Novola, 1968)
- sencillo: "Sueños, piedras y amor / ¿Buribú?" (Zafiro-Novola, 1968)
- sencillo: "Nubes grises / Boum, boum, boum" (Ariola, 1969)

### Álbumes
- LP: "Megatón Ye-Yé (B.S.O.)" (Zafiro-Novola, 1965)
- LP: "Micky y Los Tonys: Grupos españoles de los 60" - Recopilatorio (BMG-Zafiro, 1998)
- LP: "Micky y Los Tonys: Todos sus Ep's en Zafiro (1963-1967)" - Recopilatorio (Rama Lama, 2003)